# Copa Interamericana
A Copa Interamericana foi uma competição internacional de futebol organizada pela Confederação das Associações de Futebol da América do Norte, Central e Caribe - CONCACAF e pela Confederação Sul-Americana de Futebol - CONMEBOL. Criada em 1969, teve sua última edição em 1998, ano em que os clubes da CONCACAF passaram a disputar competições organizadas pela CONMEBOL — começando pelos mexicanos, que estrearam na Copa Libertadores naquele ano.
O torneio colocava frente a frente os campeões da Copa dos Campeões da CONCACAF e da Copa Libertadores da América, embora, em algumas edições, os participantes variassem. A disputa geralmente ocorria em partidas de ida e volta, com um jogo de desempate ou decisão por pênaltis, se necessário. Embora originalmente previa-se que a competição fosse anual, tornou-se comum a não realização de diversas edições consecutivas.
Das 18 edições disputadas, quatro tiveram mais de uma partida realizada no mesmo país (1974, 1976, 1978 e 1998); outras duas foram decididas em jogo único (1986 e 1997). Em duas ocasiões (1994 e 1997), a competição contou com clubes que não haviam sido campeões continentais. A Copa Interamericana perdeu relevância com o tempo e, frequentemente, era disputada um ou até dois anos após a classificação das equipes. O torneio sofreu também com a falta de incentivos financeiros e o baixo interesse dos clubes participantes — especialmente os sul-americanos.
Ao longo de sua história, a Copa Interamericana foi vencida por 13 clubes diferentes. O Independiente, da Argentina, foi o maior campeão, com três títulos. A Argentina é o país com mais conquistas, somando sete títulos, obtidos por cinco clubes diferentes, seguida pelo México, com três títulos, conquistados por duas equipes. O último campeão foi o D. C. United, dos Estados Unidos, que derrotou o Vasco da Gama, do Brasil — marcando a única vez em que o troféu foi conquistado por um clube norte-americano.

## História

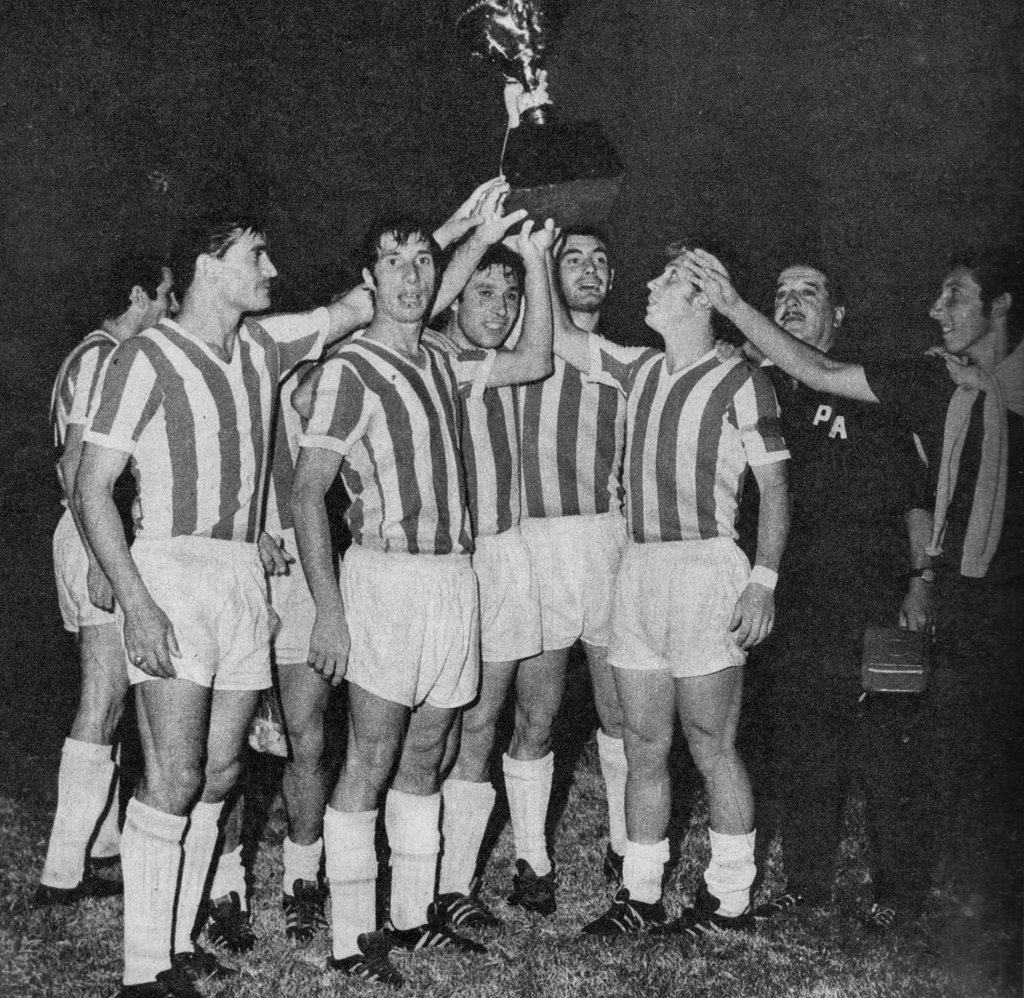
O Estudiantes de La Plata levantando a taça da primeira Copa Interamericana.

Durante os anos 1960, ao perceber o prestígio que a Copa Intercontinental alcançava ao promover confrontos entre os campeões da Copa Libertadores da América e da então Copa dos Campeões Europeus, a CONCACAF manifestou o desejo de ver os clubes vencedores de sua própria Copa dos Campeões participando da tradicional competição anual. Em 1967, a confederação centro-norte-americana formalizou sua exigência por uma vaga na Copa Intercontinental, recebendo, inclusive, o apoio do então presidente da FIFA, Stanley Rous, que também propôs a expansão do torneio intercontinental para incluir clubes não apenas das Américas e da Europa, mas também da Ásia, então representada pela Confederação Asiática de Futebol - AFC, que havia recém-inaugurado sua competição continental interclubes, a Liga dos Campeões da AFC. No entanto, tanto a UEFA quanto a CONMEBOL — organizadoras diretas da Copa Intercontinental — rejeitaram a proposta.
Apesar do revés, a CONCACAF conseguiu, no final daquela década, firmar um acordo com a CONMEBOL para a realização de um torneio anual entre os campeões da Libertadores e da Copa dos Campeões da CONCACAF. Em 1969, foi criada a Copa Interamericana, que colocaria frente a frente os campeões dessas duas competições, em um formato semelhante ao da Copa Intercontinental. O vencedor do confronto garantiria, teoricamente, o direito de representar as Américas na final intercontinental contra o campeão europeu.
A primeira edição foi disputada entre o clube argentino Estudiantes e o mexicano Toluca. Após cada time vencer por 2 a 1 em suas partidas como visitantes, foi realizado um jogo de desempate. Após uma partida violenta, o playoff em Montevidéu foi vencido pelo Estudiantes por 2 a 0. Embora esse primeiro título tenha sido bastante comemorado pelos argentinos, a Copa Interamericana teve pouca aceitação por parte dos sul-americanos, que priorizavam a Copa Intercontinental, já consagrada à época como um “Mundial Interclubes”. A baixa popularidade do torneio fez com que a Interamericana deixasse de ser realizada em alguns anos, sendo disputada apenas esporadicamente. Outro fator que dificultava sua realização era o fato de que a Copa dos Campeões da CONCACAF não possuía um calendário fixo, sendo realizada em certos anos no formato de intertemporada, o que atrasava o cronograma para a realização da final contra os sul-americanos em pelo menos dois anos.
Sua segunda edição só seria realizada em 1972, envolvendo o Nacional do Uruguai e o Cruz Azul do México, sendo vencida pelos uruguaios por um placar agregado de 3 a 2. O Independiente se tornaria o único clube a vencer a competição três vezes consecutivas, nos anos de 1973, 1974 e 1976, ao derrotar, respectivamente, o hondurenho Olimpia, o guatemalteco Municipal e o mexicano Atlético Español, com os dois últimos sendo superados nos pênaltis. A hegemonia sul-americana só seria quebrada em 1978, quando os mexicanos do América bateram o Boca Juniors após uma partida de desempate. Como resultado dessa vitória, o time mexicano pleiteou o direito de participar da Copa Intercontinental daquele ano (conforme o acordo firmado entre as duas confederações das Américas anos antes); no entanto, a oportunidade foi negada, e a Copa Intercontinental — que seguiria sendo restrita unicamente a europeus e sul-americanos até sua última edição em 2004 — sequer foi realizada naquela temporada por falta de datas.
Após dois anos sem ser promovida, a Copa Interamericana voltou ao calendário em 1980, sendo vencida pelo Olimpia do Paraguai contra o FAS de El Salvador. No ano seguinte, o mexicano Pumas UNAM derrotou o Nacional do Uruguai e conquistou o segundo título para um clube da América do Norte.
Após o triunfo do Pumas, a competição entrou novamente em hiato, desta vez ficando cinco anos sem ser realizada, retornando ao calendário do futebol somente em 1986, quando o Argentinos Juniors derrotou o Defence Force, de Trinidad e Tobago, em uma final de partida única. Já no ano seguinte, o River Plate manteria o troféu na Argentina pelo segundo ano consecutivo ao superar o Alajuelense, da Costa Rica. Após um novo hiato de dois anos, a Copa Interamericana foi vencida pelo Nacional do Uruguai contra o Olimpia de Honduras por 5 a 1 no placar agregado em 1989. Em 1990, o Atlético Nacional garantiu o primeiro título para a Colômbia após vencer com extrema facilidade o Pumas do México. No entanto, a hegemonia sul-americana seria novamente quebrada pelos mexicanos do América, que derrotaram o Olimpia do Paraguai. Em 1992, o Puebla não conseguiu manter o troféu no México, pois foi superado pelo time chileno do Colo-Colo.
Durante os anos 1990, a Copa Interamericana sofreu ainda mais com o desinteresse dos clubes sul-americanos, com os brasileiros São Paulo e Grêmio se recusando a participar das edições de 1994 e 1997, respectivamente. Com isso, a CONMEBOL convidou o Universidad Católica do Chile (vice-campeão da Libertadores de 1993 para o São Paulo) e o Atlético Nacional da Colômbia (vice da Libertadores de 1995 para o Grêmio); ambos os times foram campeões, derrotando o costarriquenho Saprissa. Houve ainda a edição de 1996, em que o argentino Vélez Sarsfield superou o Cartaginés, também da Costa Rica. Em 1998, os americanos do D. C. United venceram o brasileiro Vasco da Gama (sendo a única participação de um time do Brasil na história da competição), após dois jogos nos Estados Unidos, vencendo no placar agregado por 2 a 1, marcando a derradeira edição do torneio.
A Copa Interamericana acabou sendo descontinuada em 1998, quando os clubes da CONCACAF passaram a disputar torneios da CONMEBOL, a começar pelos mexicanos na Libertadores daquele ano, seguida por outras competições, como a Copa Merconorte e a Copa Sul-Americana, que chegaram a contar com times não só do México, como também dos Estados Unidos, Costa Rica e Honduras, em algumas edições. De 2005 a 2023, quando a FIFA realizou regularmente seu primeiro Mundial de Clubes — com confrontos eliminatórios entre os campeões de todas as confederações continentais — os campeões da Liga dos Campeões da CONCACAF e da Libertadores tiveram a oportunidade de se enfrentar algumas vezes (disputando fases eliminatórias em 2008, 2017 e 2020). Na edição inaugural em 2000, Vasco e Necaxa do México se enfrentaram pela fase de grupos, com vitória dos brasileiros por 2 a 1; no Mundial de Clubes de 2016, Atlético Nacional da Colômbia e América do México fizeram a disputa de terceiro lugar (vencida pelos colombianos nos pênaltis).
Em janeiro de 2023, a CONCACAF e a CONMEBOL assinaram uma nova parceria estratégica, que incluiria a criação de um torneio interclubes homônimo com quatro participantes — duas equipes de cada confederação — com previsão de início em 2024. Contudo, o projeto jamais saiu do papel. Entretanto, a partir de 2024, a FIFA promoveu uma reforma em seu Mundial de Clubes anual, passando a renomeá-lo como Copa Intercontinental da FIFA. O formato foi reformulado, com cada fase eliminatória oferecendo um troféu ao vencedor. Desde então, os campeões da CONMEBOL e da CONCACAF passaram a se enfrentar anualmente, valendo vaga para a próxima fase do Mundial, com o confronto especificamente sendo batizado de Dérbi das Américas. Em sua primeira edição, o mexicano Pachuca eliminou o brasileiro Botafogo com uma goleada por 3 a 0, conquistando o troféu interamericano azul.

## Resultados

### Por ano
A lista a seguir mostra os campeões e vices de todas as edições da Copa Interamericana, bem como os placares das partidas. Algumas edições foram referidas pela CONMEBOL como sendo de um ano anterior ao que foi realizado. A tabela indica o ano em que o torneio ocorreu em vez do ano referido oficialmente.
| Ano  | Campeão              | Vice-campeão     | Ida / jogo único | Volta         | Desempate |
| ---- | -------------------- | ---------------- | ---------------- | ------------- | --------- |
| 1969 | Estudiantes (LP)     | Toluca           | 2–1              | 1–2           | 3–0       |
| 1972 | Nacional             | Cruz Azul        | 1–1              | 2–1           | –         |
| 1973 | Independiente        | Olimpia          | 2–1              | 2–0           | –         |
| 1974 | Independiente        | Municipal        | 0–1              | 1–0 (4–2 pen) | –         |
| 1976 | Independiente        | Atlético Español | 2–2              | 0–0 (4–2 pen) | –         |
| 1978 | América              | Boca Juniors     | 0–3              | 1–0           | 2–1 (pro) |
| 1979 | Olimpia              | FAS              | 3–3              | 5–0           | –         |
| 1980 | Pumas UNAM           | Nacional         | 3–1              | 1–3           | 2–1       |
| 1986 | Argentinos Juniors   | Defence Force    | 1–0              | –             | –         |
| 1987 | River Plate          | Alajuelense      | 0–0              | 3–0           | –         |
| 1989 | Nacional             | Olimpia          | 1–1              | 4–0           | –         |
| 1990 | Atlético Nacional    | Pumas UNAM       | 2–0              | 4–1           | –         |
| 1991 | América              | Olimpia          | 1–1              | 2–1           | –         |
| 1992 | Colo-Colo            | Puebla           | 4–1              | 3–1           | –         |
| 1994 | Universidad Católica | Saprissa         | 1–3              | 5–1           | –         |
| 1996 | Vélez Sarsfield      | Cartaginés       | 0–0              | 2–0           | –         |
| 1997 | Atlético Nacional    | Saprissa         | 3–2              | –             | –         |
| 1998 | D.C. United          | Vasco da Gama    | 0–1              | 2–0           | –         |

### Vencedores

#### Por clube
| Clube                | Títulos | Vices | Anos campeão     | Anos vice-campeão |
| -------------------- | ------- | ----- | ---------------- | ----------------- |
| Independiente        | 3       | 0     | 1973, 1975, 1976 | —                 |
| Nacional             | 2       | 1     | 1972, 1989       | 1981              |
| América              | 2       | 0     | 1978, 1991       | —                 |
| Atlético Nacional    | 2       | 0     | 1990, 1997       | —                 |
| Olimpia              | 1       | 1     | 1980             | 1991              |
| Pumas UNAM           | 1       | 1     | 1982             | 1990              |
| Estudiantes (LP)     | 1       | 0     | 1969             | —                 |
| Argentinos Juniors   | 1       | 0     | 1986             | —                 |
| River Plate          | 1       | 0     | 1987             | —                 |
| Colo-Colo            | 1       | 0     | 1992             | —                 |
| Universidad Católica | 1       | 0     | 1994             | —                 |
| Vélez Sársfield      | 1       | 0     | 1996             | —                 |
| D.C. United          | 1       | 0     | 1998             | —                 |
| Olimpia              | 0       | 2     | —                | 1973, 1989        |
| Saprissa             | 0       | 2     | —                | 1994, 1997        |
| Toluca               | 0       | 1     | —                | 1969              |
| Municipal            | 0       | 1     | —                | 1975              |
| Atlético Español     | 0       | 1     | —                | 1976              |
| Boca Juniors         | 0       | 1     | —                | 1978              |
| FAS                  | 0       | 1     | —                | 1980              |
| Defence Force        | 0       | 1     | —                | 1986              |
| Alajuelense          | 0       | 1     | —                | 1987              |
| Puebla               | 0       | 1     | —                | 1992              |
| Cartaginés           | 0       | 1     | —                | 1996              |
| Vasco da Gama        | 0       | 1     | —                | 1998              |

#### Por país
| País              | Títulos | Vices | Clubes campeões                                                                                  | Clubes vice-campeões                                                        |
| ----------------- | ------- | ----- | ------------------------------------------------------------------------------------------------ | --------------------------------------------------------------------------- |
| Argentina         | 7       | 1     | Independiente (3), Argentinos Juniors (1), Estudiantes (1), River Plate (1), Vélez Sársfield (1) | Boca Juniors (1)                                                            |
| México            | 3       | 5     | América (2), Pumas UNAM (1)                                                                      | Atlético Español (1), Cruz Azul (1), Puebla (1), Pumas UNAM (1), Toluca (1) |
| Chile             | 2       | 0     | Colo-Colo (1), Universidad Católica (1)                                                          | —                                                                           |
| Colômbia          | 2       | 0     | Atlético Nacional (2)                                                                            | —                                                                           |
| Uruguai           | 2       | 1     | Nacional (2)                                                                                     | Nacional (1)                                                                |
| Paraguai          | 1       | 1     | Olimpia (1)                                                                                      | Olimpia (1)                                                                 |
| Estados Unidos    | 1       | 0     | D.C. United (1)                                                                                  | —                                                                           |
| Costa Rica        | 0       | 4     | —                                                                                                | Alajuelense (1), Cartaginés (1), Saprissa (2)                               |
| Honduras          | 0       | 2     | —                                                                                                | Olimpia (2)                                                                 |
| Brasil            | 0       | 1     | —                                                                                                | Vasco da Gama (1)                                                           |
| El Salvador       | 0       | 1     | —                                                                                                | FAS (1)                                                                     |
| Guatemala         | 0       | 1     | —                                                                                                | Municipal (1)                                                               |
| Trindade e Tobago | 0       | 1     | —                                                                                                | Defence Force (1)                                                           |

#### Por confederação
| Confederação | Títulos | Vices | Países campeões                                                   | Países vice-campeões                                                                            |
| ------------ | ------- | ----- | ----------------------------------------------------------------- | ----------------------------------------------------------------------------------------------- |
| CONMEBOL     | 14      | 4     | Argentina (7), Chile (2), Colômbia (2), Uruguai (2), Paraguai (1) | Argentina (1), Brasil (1), Paraguai (1), Uruguai (1)                                            |
| CONCACAF     | 4       | 14    | México (3), Estados Unidos (1)                                    | México (5), Costa Rica (4), Honduras (2), El Salvador (1), Guatemala (1), Trindade e Tobago (1) |